# Зайцев, Николай Лазаревич
Николай Лазаревич Зайцев (1836, Калуга — 5 (17) января 1872, Калуга) —  русский публицист, экстраординарный профессор Киевской духовной Академии.

## Биография
Родился в семье протоиерея, магистра богословия, ректора Калужского духовного училища, служившего в калужской Архангельской церкви. Получил домашнее образование и поступил сразу в последний класс духовного училища, окончив его 1-м учеником. Имел блестящие дарования и после первого года обучения в Калужской семинарии в 1855 году был направлен в Петербургскую духовную академию, которую окончил в 1859 году со степенью магистра богословия.
С 13 октября 1859 года состоял преподавателем словесности и латинского языка в Калужской духовной семинарии. Из-за отсутствия преподавателя читал в семинарии также лекции по естественной истории. В семинарии он организовывал воскресные собрания учеников для чтения сочинений русских писателей; составил сборник статей преподавателей «Дружеская беседа» для учащихся семинарии по различным аспектам научного богословия, куда включил и свои переводы статей европейских учёных.
Был уволен 28 июня 1861 года из семинарии по его прошению и отправился за границу для поправления здоровья и для обозрения, по предложению великой княгини Елены Павловны, женских общин сестёр милосердия. С этой целью он побывал в Лондоне, в городах Германии, Франции, Италии. В 1863 году вернулся в Россию. Представленный им отчёт об этой командировке имел большое значение для организации подобных учреждений в России. У него был туберкулёз костей и только благодаря длительному домашнему уходу, он начал передвигаться на костылях и возобновил своё общение с воспитанниками семинарии. Продолжал делать переводы и публиковал статьи о протестантском богословии и церковной жизни в «Духовной беседе», «Калужских епархиальных ведомостях», «Православном обозрении», «Духе христианина», «Душеполезном чтении», «Руководстве для сельских пастырей», «Трудах Киевской духовной академии».
В феврале 1867 года, когда состояние его здоровья улучшилось, был назначен бакалавром в Киевскую духовную академию. Перед отъездом в Киев женился. С сентября 1867 года преподавал французский язык, с 1869 года — нравственное богословие; 16 января 1868 года стал секретарем академической конференции; с 15 октября 1868 года был экстраординарным профессором. С введением нового устава и штата в академии 15 августа 1869 года он был уволен с должности секретаря конференции и преподавателя французского языка (преподавателями должны были стать носители языка), но оставлен экстраординарным профессором педагогики и нравственного богословия. Принимал участие в редактировании и издании академического журнала «Воскресное чтение».
Из-за ухудшение здоровья 18 мая 1871 года он был уволен по собственному прошению из академии и вернулся в Калугу, где и скончался 5 (17) января 1872 года; 8 января был похоронен в Калуге, место захоронения неизвестно.
При светлом уме и многостороннем образовании Зайцев отличался самою живою восприимчивостью и искренним сочувствием ко всему доброму и разумному, горячим стремлением к деятельности, постоянным желанием приносить пользу церкви, науке и обществу. Его прекрасные нравственные качества — мягкость и симпатичность характера, истинно христианская мирная и добрая настроенность духа, светлый, несколько идеальный взгляд на жизнь, искреннее сочувствие ко всякой активной душе, всякой разумной мысли и всякому доброму делу производили на окружающих глубокое впечатление и привлекали к нему немало искренних друзей и почитателей, особенно в кругу молодёжи.

## Сочинения
- «Об индифферентизме и веротерпимости» // «Духовная беседа». — 1859. — № 31-32.

В «Православном обозрении» в 1860—1864 годах опубликовано:
- «Христианская церковь на Западе Европы в средние века»
- «Современные богословские партии в протестантстве»
- «Письма из Германии»
- «Сивекингская благотворительная община»
- «Общество попечения о бедных в Париже»
- «Педагогические письма из Калуги»

В 1865—1866 гг. в «Калужских епархиальных ведомостях» опубликованы:
- «Замечания о школьной дисциплине» (из Целлера)
- «Очерки библейских древностей» (перевод с немецкого; помещались отдельными статьями в «Воскресном Чтении»; отдельно вышли в 1869 году);

Издал переводы Вольтера, Т. Гоббса, которые были уничтожены до поступления в продажу и являются ныне библиографической редкостью. В переработке Зайцева были опубликованы переводы Э. Целлера, Мальтби (Молтби), А. Эттингена. Он обратил особое внимание на вопросы начального воспитания и образования учащихся, привлёк и переосмыслил опыт российских и зарубежных предшественников, издал «Руководство к начальному обучению для учителей народных школ» (Киев, 1869), в котором использовал сочинения В. Куртмана, П. Д. Юркевича, Т. Браума, Х. Д. Ф. Палмера.
Отдельно им были также изданы Очерки быта древних евреев (пособие к изъяснению св. Писания.) — Киев: тип. Киево-Печ. лавры, 1869. — VIII, 239 с.